# Storie Viola
Storie Viola è stata una testata antologica a fumetti di genere horror fantascientifico ed erotico edita dalla Ediperiodici dal 1985 al 1988 per un totale di 28 albi più un supplemento.
Ha avuto testate "gemelle" come Storie Blu, Storie Blu Special

## Elenco albi[1]
1. Disciplina infernale (Lorenzo Lepori)
2. L'ultimo Rintocco (Studio Giolitti)
3. I sacerdoti di Keeialhan (Dino Simeoni)
4. I demoni di Saturno (Studio Giolitti)
5. I figli dell'occulto (Roberto Revello/Luciano Milano)
6. Magia cosmica (Lorenzo Lepori)
7. L'arcano "potere" (Dino Simeoni)
8. Strumenti Diabolici (Roberto Revello/Luciano Milano)
9. Orrore nelle tenebre (Dino Simeoni)
10. La vergine corrotta (Alberto Castiglioni)
11. Automazione totale (Emilio Cecchetto)
12. Il libro dei supplizi (Dino Simeoni)
13. Il contratto dei Dvils (Alberto Castiglioni)
14. I tre desideri (Gianni Crivello)
15. Libidine precoce (Dino Simeoni)
16. Gli eredi della schiavitú (Francesco Blanc)
17. Evasione astrale (Studio Montanari)
18. La belva infernale (Dino Simeoni)
19. Gli Dei dello Spazio (Gianni Crivello)
20. Presenze occulte (Francesco Blanc)
21. L'ultima occasione (Piero Del Prete)
22. La regina dei leoni (Lorenzo Lepori)
23. L'orrore nella mente (Dino Simeoni/Piero Del Prete)
24. Magia sperimentale
25. Il pifferaio (Emilio Cecchetto/Saverio Micheloni)
26. Sangue di clorofilla (Fulvio D'amore/Gianni Crivello)
27. Impulso vitale
28. I "mostri" della palude (Studio Montanari)

- supplemento del lug 1987: "Il regno del terrore" (Augusto Chizzoli)

Copertine:
- Dino Simeoni (1/11,13/21,23,24,26,27, supplemento)
- Mario Carìa (12)
- Averardo Ciriello (25)
- Sebastia Boada (22,28)